# Paladin

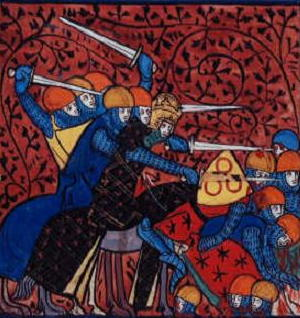
Píseň o Sasech; boje Karla Velikého se Sasy, 13. století

Paladin (latinsky palatinus) je termín, kterého bylo ve starověkém Římě užíváno pro císařovu palácovou gardu (Scholae Palatinae) umístěnou v císařském paláci na kopci Palatin v Římě. V raném středověku se jako paladin označoval význačný hodnostář těšící se panovníkově obzvláštní důvěře (k paladinům byli např. počítáni družiníci Karla Velikého v Písni o Rolandovi), jakož i pro čelné představitele papežského dvora. Později se vyvinul jednak v šlechtický titul (comes palatinus neboli falckrabě), jednak ve vysoký zemský (palatin) či dvorský (Hofpfalzgraf) úřad.

## Paladin v dnešním vědomí
V moderní literatuře a počítačových hrách je postava paladina představována jako bojovník ve službách Boha/boha/bohů či jen nedefinovaného světla, vycházející z představ a ideálů křižáckých rytířů, především duchovních rytířských řádů (templáři, johanité, němečtí rytíři aj.). Paladin je zobrazován jako bojovník bojující s nečistými silami zla. Na rozdíl od běžného válečníka se paladin vyznačuje silným odhodláním, hrdinstvím, zbožností a lstí, mnohem spíše než velkou sílou či hbitostí. Často je obdařen zvláštními schopnostmi (např. léčením dotykem) které se velice podobají zázrakům křesťanských světců.